# آلدو مورس
آلدو مورس (انگلیسی: Aldo Mores؛ زادهٔ ۱۳ ژانویهٔ ۱۹۸۲) بازیکن فوتبال اهل آرژانتین است.
از باشگاه‌هایی که در آن بازی کرده‌است می‌توان به باشگاه فوتبال ویکتوریا ژیژکوف، باشگاه فوتبال پرسیجا جاکارتا، باشگاه فوتبال سلانگور، و باشگاه فوتبال بوکا جونیورز اشاره کرد.